# Svetlana Kauzonė

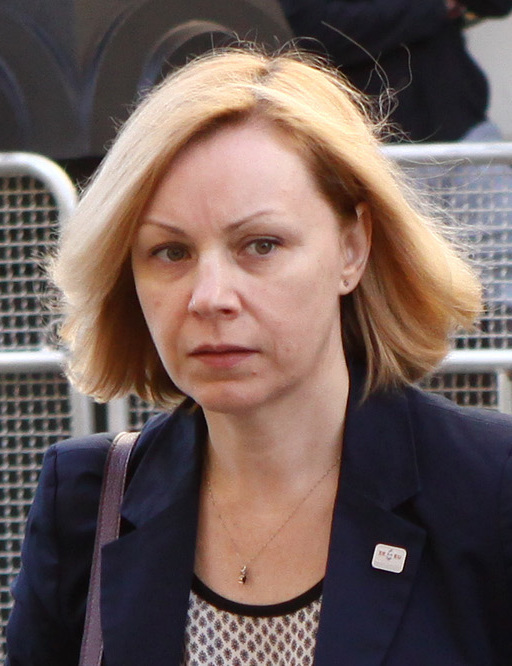
Svetlana Kauzonienė, 2016

Svetlana Kauzonė (früher Svetlana Kauzonienė; * 10. April 1970 in Narva, Estnische SSR) ist eine litauische grüne Politikerin, ehemalige Vizeministerin der Bildung und Wissenschaft.

## Leben
Nach dem Schulbesuch von 1976 bis 1987 mit Abitur in Estland studierte sie von 1988 bis 1991 an der Fakultät Chemie am Technologie-Institut der estnischen Hauptstadt Tallinn. Dann absolvierte Svetlana Kauzonienė 1993 das Diplom- und danach Masterstudium für Technologie an der Fakultät für Design und Technologie, promovierte 
2000 und erhielt 2003 einen MBA an der Kauno technologijos universitetas in der zweitgrößten litauischen Stadt Kaunas.
Von 2000 bis 2004 arbeitete Svetlana Kauzonienė in der Gruppe SEB bankas.
Von 2004 bis 2005 war sie Beraterin des Ministers Viktoras Uspaskich im Wirtschaftsministerium Litauens.
Von 2005 bis 2013 arbeitete sie im Gesundheitsministerium  Litauens. 
Vom 12. Februar 2013 bis Herbst 2016 war sie Vizeministerin für Bildung und Wissenschaft als Stellvertreterin des Ministers Dainius Pavalkis im Kabinett Butkevičius, geleitet von Algirdas Butkevičius.
Von 2017 bis 2020 leitete Svetlana Kauzonienė die Verwaltung der Lietuvos sveikatos mokslų universitetas in Kaunas. Seit 2018 arbeitet sie als Direktorin für Verwaltung und Infrastruktur im Krankenhaus VšĮ Kauno klinikinė ligoninė.
Svetlana Kauzonienė war Mitglied der Darbo partija. Seit 2019 ist sie Mitglied der grünen Partei LŽP. Sie kandidierte bei der Parlamentswahl in Litauen 2020 teil.
2023 wurde sie verdiente Mitarbeiterin des Gesundheitsschutzes Litauens.

## Familie
Svetlana Kauzonienė ist verheiratet. Mit ihrem Mann Kauzonis hat sie zwei Kinder.